# 昭和情景博物館
昭和情景博物館（しょうわじょうけいはくぶつかん）とは、ハピネット・ロビンから2004年（平成16年）4月に第一弾が発売された玩具菓子（ガム）。
企画・監修は実相寺昭雄、商品のプロデュースは安斎レオ（A-toys）が担当した。1個300円。

## 概要
玩具プロデューサー安斎レオが電車関係の玩具菓子企画を考えていた時に、鉄道ファンであり著作もある実相寺昭雄に相談。そのまま実相寺の意見が反映された。第二弾のサプタイトルである金魚鉢の光とは、実相寺の著作「昭和電車少年」JTB刊から。
縮尺は、車両、建物とも日本型Nゲージの標準規格である150分の1を採用している。
別パーツ化された、便所の臭気抜き煙突のパーツなど、その緻密さが評価されている。
あえて、車両と建物を選んで買えるように重量調整重りなどを入れていない模様。

## 第一弾
昭和情景博物館（都電の風景）
- ラインナップ
  - 都電6000形（日本橋行）
  - 都電6000形（北千住行）
  - 江の電100形（鎌倉行）
  - 江の電100形（藤沢行）
- 家屋ストラクチャー
  - 郵便局
  - 散髪屋
  - 電気屋

## 第二弾
昭和情景博物館（金魚鉢の光）
- ラインナップ
  - 都電6000形金太郎塗装（早稲田行）
  - 都電6000形金太郎塗装（三輪行）
  - 阪神国道線71形（野田、西灘行）
  - 阪神国道線71形（上甲子園、浜甲子園行）
- 家屋ストラクチャー
  - 酒屋
  - 商店
  - 雑貨屋

## その後
第三弾、第四弾も企画され原型も制作されたが発売には至らなかった。その後、安斎、実相寺は「実相寺昭雄」フィギュアやほりのぶゆき原作「素朴獣」「素朴マン」フィギュアも制作、各種トイイベントで販売された。なお実相寺の死去に伴い、今後の企画は予定されていない。